# Думбрава (Златна, Алба)
Думбрава (рум. Dumbrava) — село у повіті Алба в Румунії. Адміністративно підпорядковане місту Златна.
Село розташоване на відстані 295 км на північний захід від Бухареста, 30 км на захід від Алба-Юлії, 77 км на південний захід від Клуж-Напоки.

## Населення
За даними перепису населення 2002 року у селі проживали 16 осіб, усі — румуни. Усі жителі села рідною мовою назвали румунську.